# Велика Добронь
Вели́ка До́бронь — село в Україні, адміністративний центр Великодобронської сільської громади Ужгородського району Закарпатської області.

## Географія
Село Велика Добронь розташоване за 38 км від обласного та районного центру,  на березі річки Латориця.

## Назва
Існують дві версії походження назви:
- від місцевого угорського прізвища Добо.
- від слов'янського слова «дуброва», дубові ліси

## Герб
Щит розтятий і перетятий червоним і лазуровим. У першій частині лазурова балка, поверх всього срібна риба в стовп. У другій частині два червоні перці з зеленим листям, правий перекинутий, покладені в перев'яз справа. У третій частині на зеленій землі золотий пень із зеленими дубовими гілками та золотими жолудями. У четвертій частині золотий сніп.

## Історія
Село засноване 1250 року. 

Пам'ятник полеглим у Першій світовій війні

В урочищі Араньош Домб (Золотий Пагорб) — багатошарове поселення. Виявлено шари культури алфелдської мальованої кераміки, перших століть нашої ери та давньоруського часу. Досліджувалося у 1973 році експедицією Інституту археології АН УРСР під керівництвом С. І. Пеняка. На південний схід від села, на лівому березі каналу — енеолітичне поселення. На північ від села, ліворуч від дороги Велика Добронь — Мукачево, у тому місці, де газопровід перетинає дорогу — поселення давніх слов'ян VII—IX століть. На віддалі одного кілометра на північ від села — поселення пізньонеолітичної доби. В околицях тваринницьких ферм — давньоруське поселення VII—IX століть. Давньослов'янське поселення розташоване також ліворуч від дороги Шилівці — Галоч, обабіч меліоратичного каналу.
Перші історичні джерела про село відносяться до 1248 року. Документи 1270 та 1282 року згадують його як королівський маєток під назвами: «Dobron», «Dubrum», «Dubron».
Від XIV століття селом володіли Р. Доброні, Д. Доброні, Д. Доброрускаї та інші власники. Серед власників села в XV століття Були відомі родини Добо, Перені, Даровці. З 1638 року добронськими землями володіли трансильванські князі з угорського княжого роду Ракоці. У війську Ференца II Ракоці у визвольній війні угорського народу проти австрійської монархії Габсбургів (1703—1711) брало участь понад 600 добронських селян.
Джерела XVIII століття Велику Добронь вважають мадярським селом. В селі діє дитячий будинок милосердя «Добрий самаритянин», що є першим недержавним дитячим будинком на території країн СНД.
12 червня 2020 року, відповідно з розпорядження Кабінету Міністрів України № 712-р «Про визначення адміністративних центрів та затвердження територій територіальних громад Закарпатської області», село є адміністративним центром Великодобронської сільської громади.

## Політика

### Парламентські вибори, 2019
На позачергових парламентських виборах 2019 року у селі функціонували 2 окремі виборчі дільниці № 210605 і 210606, розташовані у приміщенні будинку культури і школи, відповідно.
Результати
- зареєстровано 4298 виборців, явка 34,97%, найбільше голосів віддано за «Слугу народу» — 37,25%, за «Силу і честь» — 15,03%, за «Опозиційний блок» — 10,31%.[2] В одномандатному окрузі найбільше голосів отримав Йосип Борто (самовисування) — 84,41%, за Андрія Андріїва (самовисування) — 11,19%, за Олександра Пекаря (Слуга народу) — 1,22%[3].

## Землетрус (2023)
27 лютого 2023 року, о 03:15, в районі селища Велика Добронь, за 19 км на захід від міста Мукачево Закарпатської області, був зафіксований землетрус магнітудою 3,3 балів за шкалою Ріхтера, на глибині 2 км, обійшлось без руйнувань інфраструктури. Останній землетрус, який відчувався більш, ніж у 15 населених пунктах Закарпаття, був зареєстровано із району міста Іршава, 3 січня 2023 року  з магнітудою 3,8 балів на глибині 6 км.

## Населення
Згідно з переписом УРСР 1989 року чисельність наявного населення села становила 5446 осіб, з яких 2654 чоловічої та 2792 жіночої статі.
За переписом населення України 2001 року в селі мешкало 5687 осіб.

### Мова
Розподіл населення за рідною мовою за даними перепису 2001 року:
| Мова       | Відсоток |
| ---------- | -------- |
| угорська   | 97,73 %  |
| українська | 1,94 %   |
| російська  | 0,16 %   |
| білоруська | 0,02 %   |
| молдовська | 0,02 %   |
| польська   | 0,02 %   |

## Цікаві факти
- Село вважають папричною столицею України[8]. Червоний солодкий перець спеціального сорту тут вирощують гектарами, а мелють — сотнями кілограмів. Духмяна і яскрава спеція — мелена паприка — не лише головний заробіток села, а вже й справжній бренд: саме доброньска паприка прикрашає страви не лише на Закарпатті. У розпал сезону все село оздоблене червоним перцем.[9]
- Колись у поселенні Бела Барток і Золтан Кодай збирали народні пісні. Тут досі відомі народні балади Великої Доброні, відомі весільні звичаї. Добронькі троянди ще можна зустріти на весільних шалях і тканих тканинах.
- На північний схід від села розташований Великодобронський зоологічний заказник. Розташований у межах Ужгородського та Мукачівського районів Закарпатської області, в околицях села Велика Добронь. Площа 1736 га. Статус даний згідно з рішенням облвиконкому від 25.07.1972 року № 243, постанови РМ УРСР від 28.10.1974 року № 500, рішенням облвиконкому від 23.10.1984 року № 253. Перебуває у віданні ДП «Ужгородське лісне господарство» у Великодобронському лісництві, кв. 1-24. У заплаві річки Латориці та її приток охороняється масив дубово-ясеневого лісу, який є місцем оселення різних видів тварин та птахів таких, як сарна європейська, свиня дика, вивірка лісова, норка європейська, борсук, ондатра, фазан, куріпка сіра, чапля сіра тощо. Трапляються також кіт лісовий, занесений до Червоної книги України. Заказник є місцем постійного гніздування та концентрації під час перельотів значної кількості водоплавних птахів, серед яких — пугач, журавель сірий, змієїд, лелека чорний, занесені до Червоної книги України. З рослин трапляються рябчик шаховий, водяний горіх плаваючий, занесені до Червоної книги України. Заказник входить до складу регіонального ландшафтного парку «Притисянський».

## Особистості
У 1901 році в селі перебували відомі особи Австро-Угорщини:
- Бе́ла Барто́к — угорський композитор, піаніст і музикознавець-фольклорист.
- Ендре Аді — угорський поет, публіцист і громадський діяч, що представляв революційну демократію.
- Золтан Кодай — угорський композитор і музикознавець, Президент Угорської академії наук.

Уродженці села:
- Художник Вереш Гейза (1897—1957). Навчався у вищій школі Eden Balló в коледжі образотворчих мистецтв, згодом працював в Солнок і Надьбані. З 1929 до 1940-х років він проживав у Сентендре. Його художні, але холодно оформлені, декоративні образи визнані як об'єктивний неокласицизм Паризької школи.
- Гіді Ендре — кераміст.

## Туристичні місця
- Араньош Домб (Золотий Пагорб) — багатошарове поселення.
- На лівому березі каналу — енеолітичне поселення.
- Поселення давніх слов'ян VII—IX століть.
- Поселення пізньонеолітичної доби
- Давньоруське поселення VII—IX століть.
- Село вважається папричною столицею України.
- Великодобронський зоологічний заказник.
- Пам'ятник воїнам Першої світової війни.